# Дворкович, Владимир Яковлевич
Владимир Яковлевич Дворкович (30 декабря 1937, Таганрог — 29 июня 2005, Москва) — международный шахматный арбитр, председатель коллегии судей Российской шахматной федерации.

## Биография
Родился 30 декабря 1937 года в Таганроге в семье экономиста авиационного завода № 31 Якова Исаковича Дворковича. Учился в таганрогской средней школе № 2 им. А. П. Чехова.
В 1960 году окончил физико-математический факультет Таганрогского педагогического института. В 1960-е годы работал в Таганрогском радиотехническом институте на кафедре физики.
С 1982 по 1984 год был ответственным секретарём Федерации шахмат СССР. Автор (совм. с Т. Л. Шмульяном) системы расчёта индивидуальных коэффициентов, признанной и утверждённой ФИДЕ. Входил в тренерскую команду чемпиона мира Гарри Каспарова. Был главным арбитром сотен шахматных турниров. Последние годы жизни, помимо основной работы, работал постоянным шахматным экспертом радиостанции «Эхо Москвы».

## Книги Владимира Дворковича
- Андре Лилиенталь/Сост. В. Я. Дворкович.— М.: Л 57 Физкультура и спорт, 1989.— 159 с
- Дворкович В. Справочник шахматиста. — М.: Физкультура и спорт, 1983. — 126 с.
- Дворкович В. Справочник шахматиста [Перевод]. — Баку: Азернешр, 1987. — 138 с.
- Владас Микенас. / Сост. — В. Я. Дворкович — М.: Физкультура и спорт, 1988. — 160 с.

## Цитаты
- «Ощущение такое, что после ухода Владимира Яковлевича ушла и эпоха, в которую он жил и приносил пользу нашему общему шахматному делу» — В. Крамник.

## Память
- В Таганроге с 2006 года проводится ежегодный шахматный турнир «Мемориал Владимира Дворковича»[3].
- В Москве с 2005 года существует «Шахматная гостиная имени Владимира Дворковича».
- В 2007 году вышла книга воспоминаний «Коэффициент Дворковича» (редактор-составитель Гагик Карапетян).

## Семья
- Дворкович, Аркадий Владимирович — сын, российский государственный деятель, экономист. заместитель председателя правительства Российской Федерации с 2012 года по 2018 год. Президент Международной шахматной федерации (ФИДЕ) с 3 октября 2018 года.
- Дворкович, Михаил Владимирович — сын, деятель в области PR, известен публичными эпатажными акциями[4].